# Gina Carano
Gina Joy Carano (sinh ngày 16 tháng 4 năm 1982) là một nữ võ sĩ võ tự do và là người mẫu, diễn viên người Mỹ. Cô là một trong những nữ diễn viên hiếm hoi có xuất thân là một võ sĩ.

## Sự nghiệp
Cô bắt đầu sự nghiệp võ sỹ của mình với Muay Thái, nhanh chóng đạt thành tích 12 thắng, 1 hòa, 1 bại trước khi hạ knock-out Leiticia Pestova trong trận đấu MMA nữ đầu tiên tại Nevada. Hiện tại thành tích của Carano tại MMA là 7 thắng 1 bại và được tôn vinh là Biểu tượng của nữ quyền tại MMA.
Cô đã từng suýt bị loại khi tham gia tuyển diễn viên cho bộ phim Haywire nhưng Carano đã nhanh chóng chứng minh mình là một Jason Bourne phiên bản nữ khi bộ phim được công chiếu. Ngoài bộ phim Haywire, cô còn tham gia vai Crush trong series truyền hình American Gladiators, lồng tiếng cho trò chơi Command and Conquer: Red Alert 3 cũng như tham gia bộ phim Blood and Bone (2009).
Năm 2016 cô tham gia vai Angel Dust trong bộ phim Deadpool.